# Прешдорф
Прешдорф (фр. Preuschdorf) — коммуна на северо-востоке Франции в регионе Гранд-Эст (бывший Эльзас — Шампань — Арденны — Лотарингия), департамент Нижний Рейн, округ Агно-Висамбур, кантон Рейшсоффен.
Площадь коммуны — 7,57 км², население — 938 человек (2006) с тенденцией к росту: 942 человека (2013), плотность населения — 124,4 чел./км².

## Население
Население коммуны в 2011 году составляло 959 человек, в 2012 году — 954 человека, а в 2013 году — 942 человека.
| 1962 | 1968 | 1975 | 1982 | 1990 | 1999 | 2006 | 2008 | 2011 | 2012 | 2013 |
| ---- | ---- | ---- | ---- | ---- | ---- | ---- | ---- | ---- | ---- | ---- |
| 834  | 810  | 864  | 882  | 875  | 869  | 938  | 960  | 959  | 954  | 942  |

Динамика населения:

## Экономика
В 2010 году из 633 человек трудоспособного возраста (от 15 до 64 лет) 478 были экономически активными, 155 — неактивными (показатель активности 75,5 %, в 1999 году — 72,6 %). Из 478 активных трудоспособных жителей работал 431 человек (235 мужчин и 196 женщин), 47 числились безработными (21 мужчина и 26 женщин). Среди 155 трудоспособных неактивных граждан 33 были учениками либо студентами, 56 — пенсионерами, а ещё 66 — были неактивны в силу других причин.

## Достопримечательности (фотогалерея)

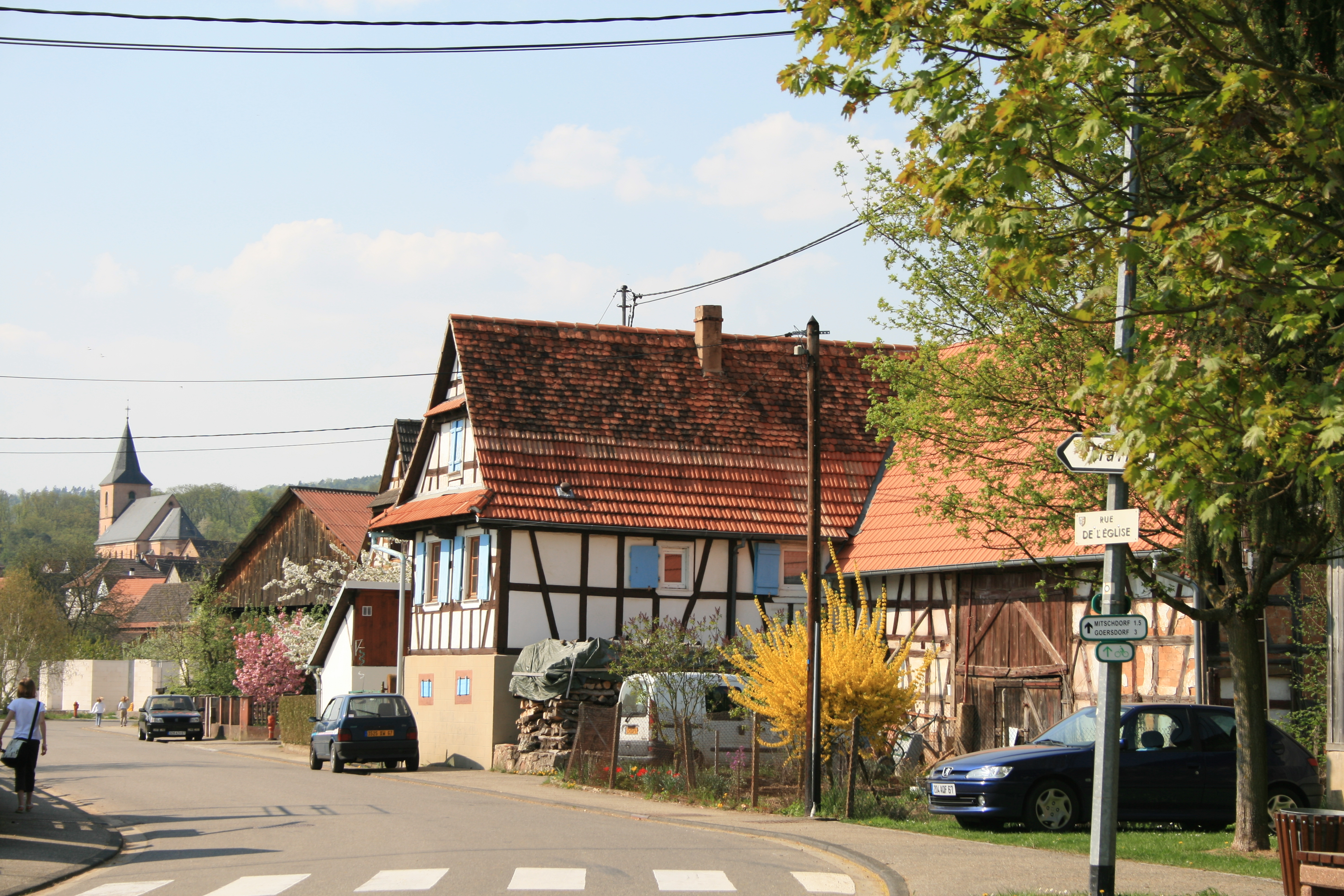
На улице
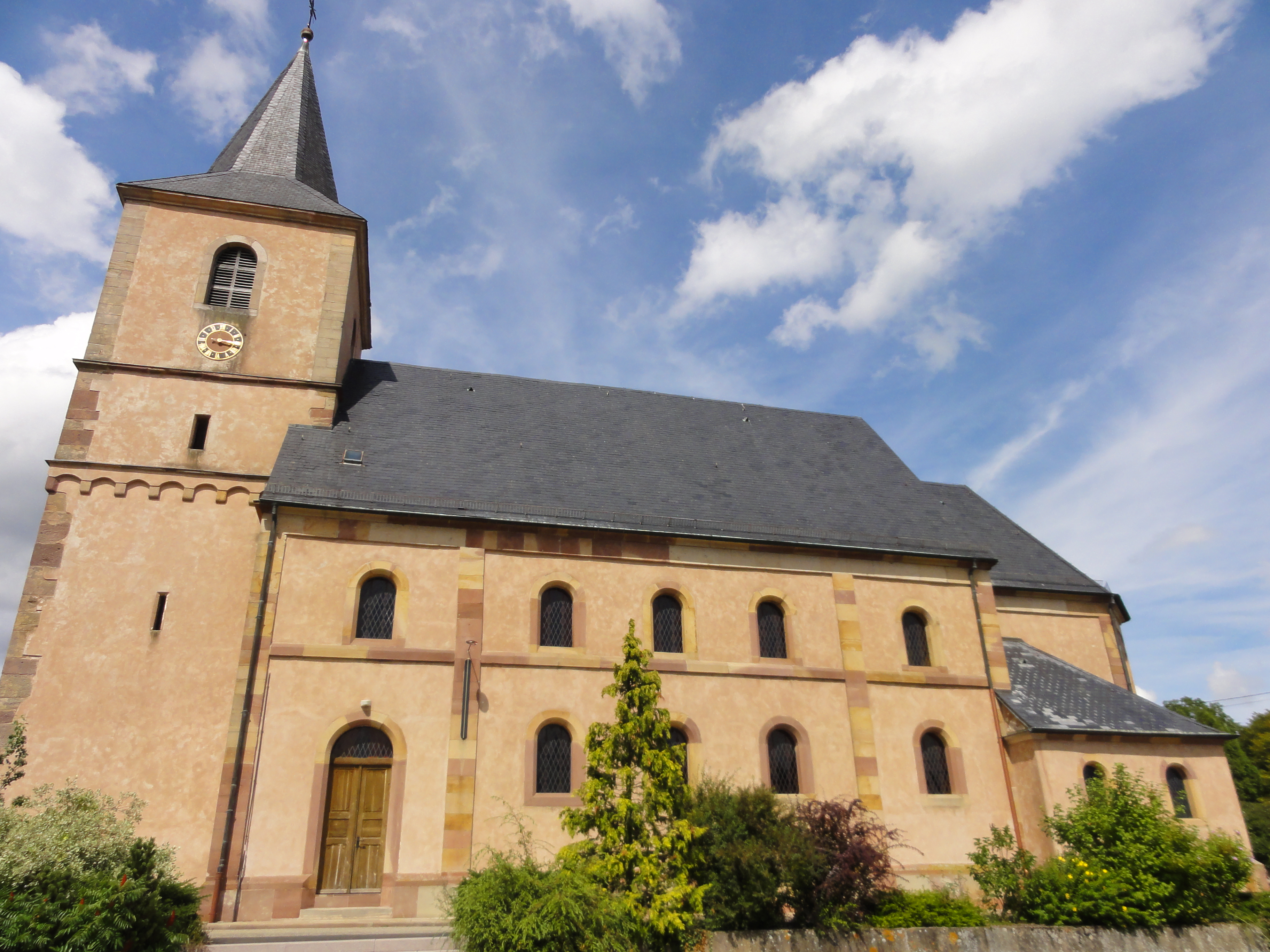
Церковь